# Heutierchen
Das Heutierchen (Colpoda cucullus) ist ein einzelliges, in Süßwasser lebendes Wimpertierchen. Es hat die Form einer Bohne oder Niere, die linke Körperseite ist dabei vor der Mitte eingekerbt. Auf der Bauchseite setzt sich die Kerbe ins Körperinnere fort in Form eines langgezogenen Trichters. Der Grund des Trichters ist dicht bewimpert und strudelt die Nahrung zum Zellmund. Die Größe der Heutierchen liegt zwischen 50 und 120 Mikrometer. Ihre Nahrung sind Bakterien. 
Heutierchen leben in Gewässern mit faulenden Pflanzenteilen, in Mitteleuropa sind sie sehr zahlreich verbreitet. Auch in Heuaufgüssen sind sie zu finden. 

## Belege
- Heinz Streble, Dieter Krauter: Das Leben im Wassertropfen. Mikroflora und Mikrofauna des Süßwassers. Ein Bestimmungsbuch. 10. Auflage. Kosmos, Stuttgart 2006, ISBN 3-440-10807-4, S. 252.